# Hochrhein

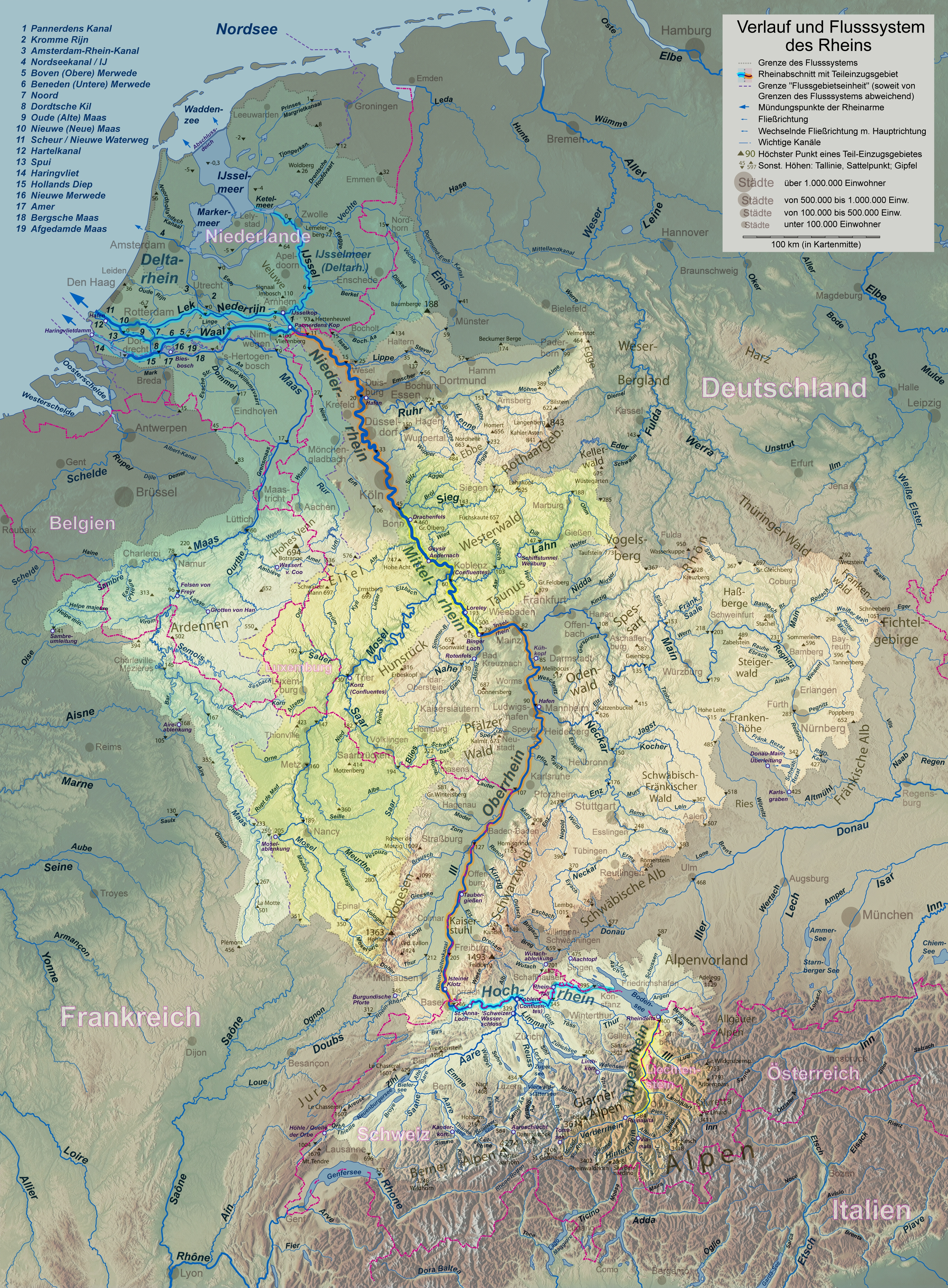
Rheingebiet mit markiertem Hochrhein

Als Hochrhein wird der zwischen Bodensee und Basel gelegene Abschnitt des Rheins bezeichnet. Dieser Abschnitt bildet weitgehend die Grenze zwischen Deutschland und der Schweiz. Nach ihm ist auch die Planungsregion Hochrhein-Bodensee des Landes Baden-Württemberg benannt. Die bedeutendste Organisation für grenzüberschreitende Zusammenarbeit am Hochrhein ist die Hochrheinkommission. Das Einzugsgebiet des Hochrheins ist 24.900 km² groß.

## Allgemeines

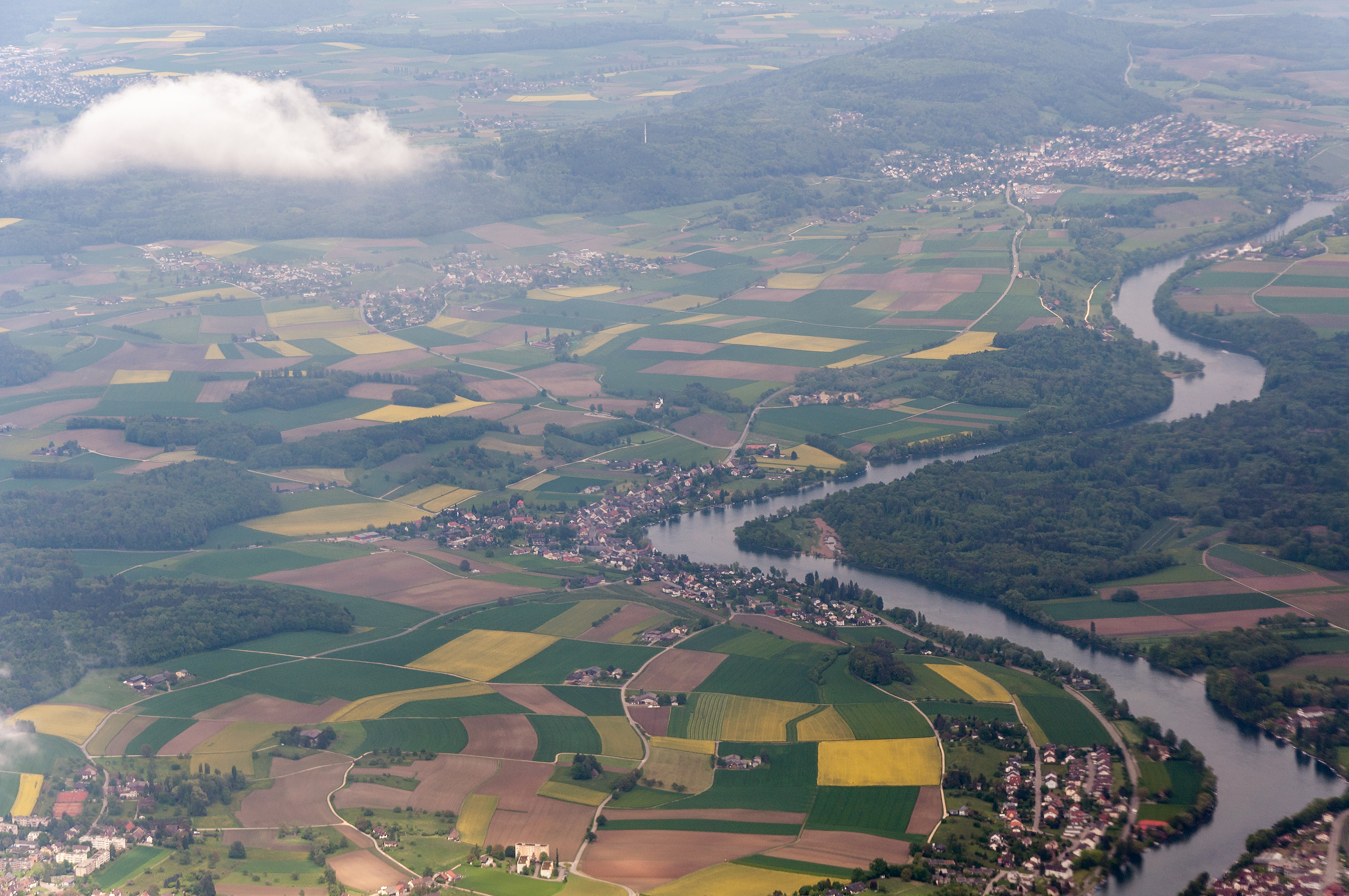
Der obere Hochrhein mit der deutschen Exklave Büsingen und dem Gebiet Schaaren

Die Bezeichnung Hochrhein wurde erst im 19. Jahrhundert durch die Wissenschaft eingeführt. Vor allem die Geologen waren bestrebt, den Hochrhein sprachlich vom Oberrhein abzugrenzen. Davor sprach man allenfalls vom „Badisch-Schweizerischen Rhein“. Der Hochrhein beginnt am Ausfluss des Rheins aus dem Untersee des Bodensees bei Stein am Rhein und geht am Basler Rheinknie in den Oberrhein über. Als genauer Grenzpunkt zwischen dem Teilbecken Rheinsee des Untersees und dem Hochrhein ist die Rheinbrücke Stein am Rhein definiert, als Endpunkt gilt die Mittlere Brücke in Basel. Erstere liegt bei Stromkilometer 25,45, letztere bei Kilometer 166,6; dazwischen liegen also gut 141 Stromkilometer.
Im Gegensatz zu Alpenrhein und Oberrhein fließt der Hochrhein vor allem nach Westen und fällt dabei von 395 m auf 252 m. Der Abfluss nimmt zu von etwa 364 m³/s auf 1037 m³/s (zu weiteren Daten siehe: Flusssystem des Rheins). Das Tal ist abwechselnd breitsohlig und eng eingekerbt. Unter anderem deshalb variiert die Besiedlungsdichte.
Größere Nebenflüsse des Hochrheins sind Biber, Durach, Thur, Töss, Glatt, Wutach, Aare, Alb, Murg, Sissle, Wehra, Ergolz und Birs. Beim Zusammenfluss ist die Aare in Koblenz, Schweiz, Kanton Aargau,  wasserreicher (518 m³/s) als der etwas längere Rhein mit 473 m³/s. Aus hydrologischer Sicht ist also der Rhein ein Nebenfluss der Aare.

## Naturraum
Der deutsche Teil des Hochrheintals ist Teil der naturräumlichen Haupteinheitengruppe Nr. 16 (Hochrheingebiet) im Südwestdeutschen Schichtstufenland. Es führt die Nr. 160 in der Systematik des Handbuchs der naturräumlichen Gliederung Deutschlands und wird wie folgt untergliedert:
- 160.0 Rheinfelden-Grenzacher Rheintal
- 160.1 Waldshut-Laufenburger Engen
- 160.2 Hohentengen-Zurzacher Hochrheindurchbruch.

## Wasserfälle und Stromschnellen („Laufen“)

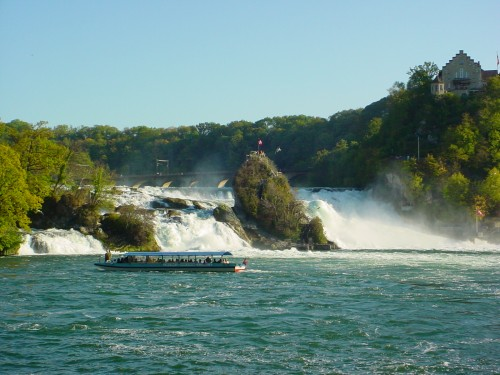
Der Rheinfall bei Neuhausen

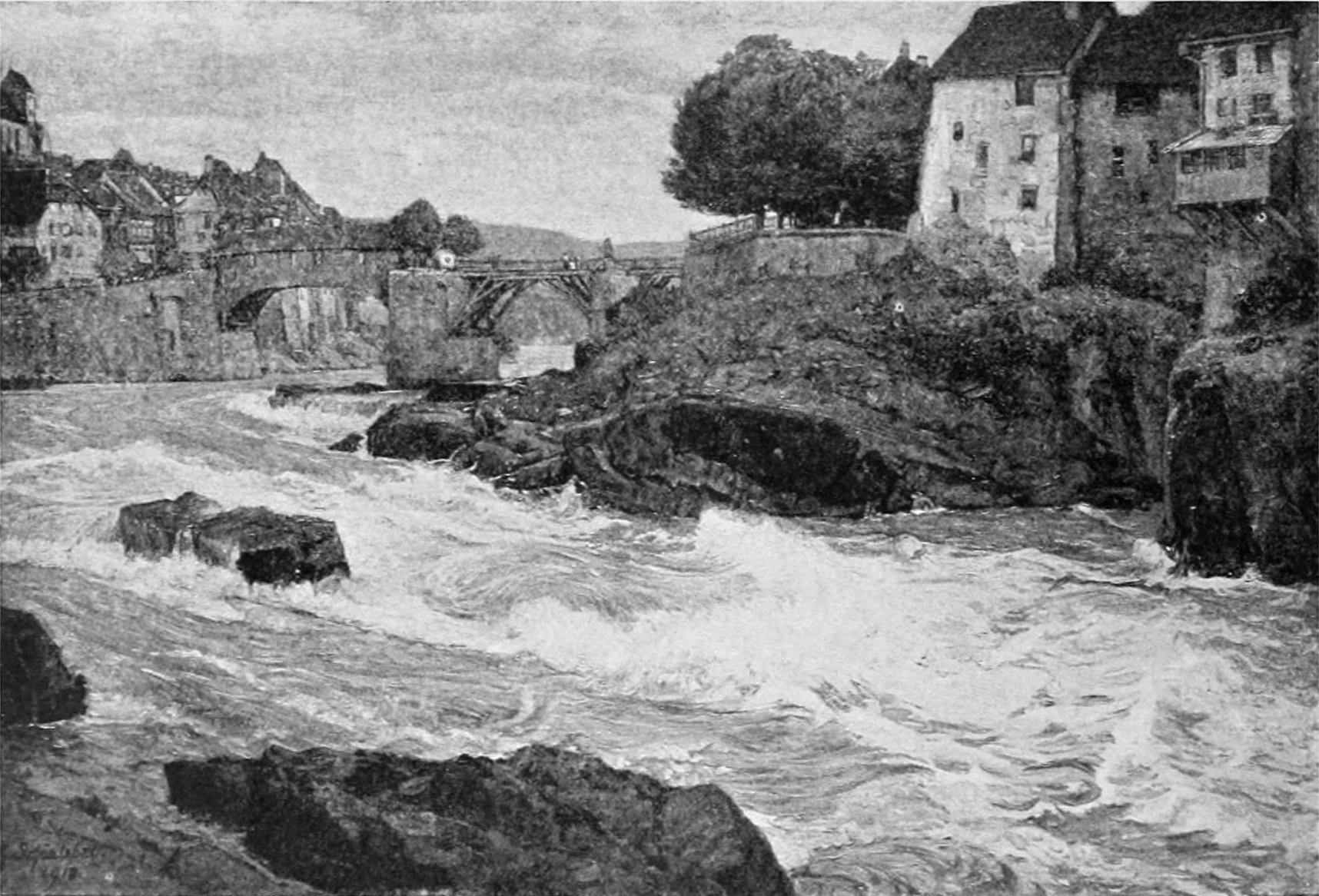
Die einstige Laufenburger Stromschnelle (Gemälde von Gustav Schönleber um 1880)

Das relativ hohe Gefälle und die kaltzeitlich bedingten Laufveränderungen erleichterten die Bildung mehrerer bedeutender Stromschnellen („Laufen“) am Hochrhein. Zunächst bildet der Hochrhein in Neuhausen beim Auftreffen auf eine vormals verschüttete Stromrinne den größten Wasserfall Kontinentaleuropas, den Rheinfall (Großer Laufen; Oberer Jura). Es folgt oberhalb der Wutachmündung der Ettikoner Lauffen, auch Koblenzer Laufen genannt (Oberer Muschelkalk). Bei Laufenburg verfehlte der sich nacheiszeitlich eintiefende Rhein wiederum eine zuvor zusedimentierte Abflussrinne und traf auf einen Ausläufer des Schwarzwälder Kristallins. Darin schnitt er die enge Laufenburger Stromschnelle ein, den heute gesprengten und überstauten Kleinen Laufen. Ebenfalls überstaut ist heute der Schwörstadter Laufen. Bei der  Burg Stein bei Rheinfelden liegt an einer Gesteinsgrenze die mit etwa 30 Metern tiefste natürliche Stelle des gesamten Rheinbettes, das kolkartige St. Anna-Loch.

## Städte und Landschaften
Bekanntere Orte und Städte am Hochrhein (flussabwärts) sind
- auf der schweizerischen Hochrheinseite:
Stein am Rhein, Schaffhausen, Neuhausen am Rheinfall, Kloster Rheinau, Eglisau, Kaiserstuhl, Bad Zurzach, Koblenz, Laufenburg, Rheinfelden, Kaiseraugst, Pratteln, Muttenz und Basel
- auf der deutschen Hochrheinseite:
Gailingen am Hochrhein, Büsingen am Hochrhein, Jestetten, Lottstetten, Waldshut-Tiengen, Laufenburg , Bad Säckingen, Rheinfelden und Grenzach-Wyhlen.

Im vielfach von Becken und Nebentälern gekammerten Hochrheingebiet existieren zahlreiche aktuelle und historische Landschaftsbezeichnungen. Von West nach Ost sind dies Dinkelberg, Augstgau, Fricktal, Tafeljura, Albgau, Aargau, Hotzenwald, Zurzibiet, Klettgau, Zürichgau und Thurgau.

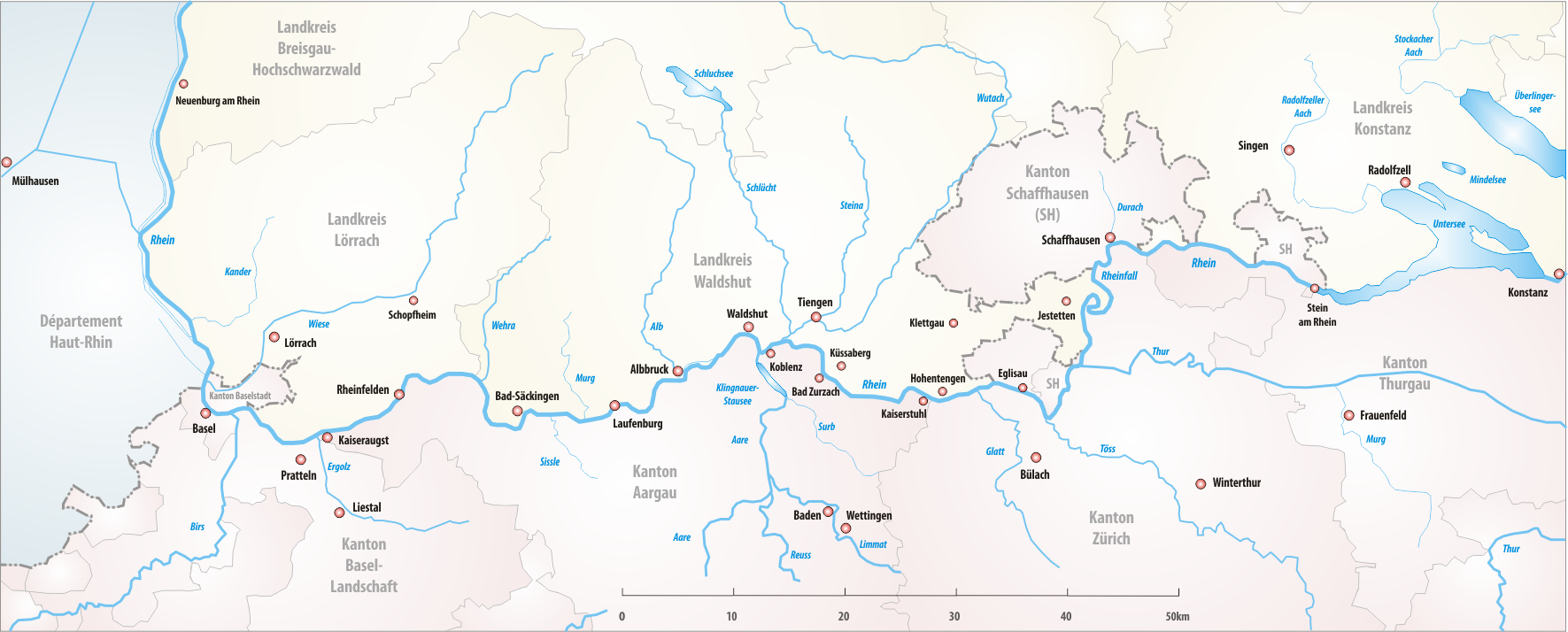
Hochrhein zwischen Stein und Basel

## Nutzungen und Eingriffe

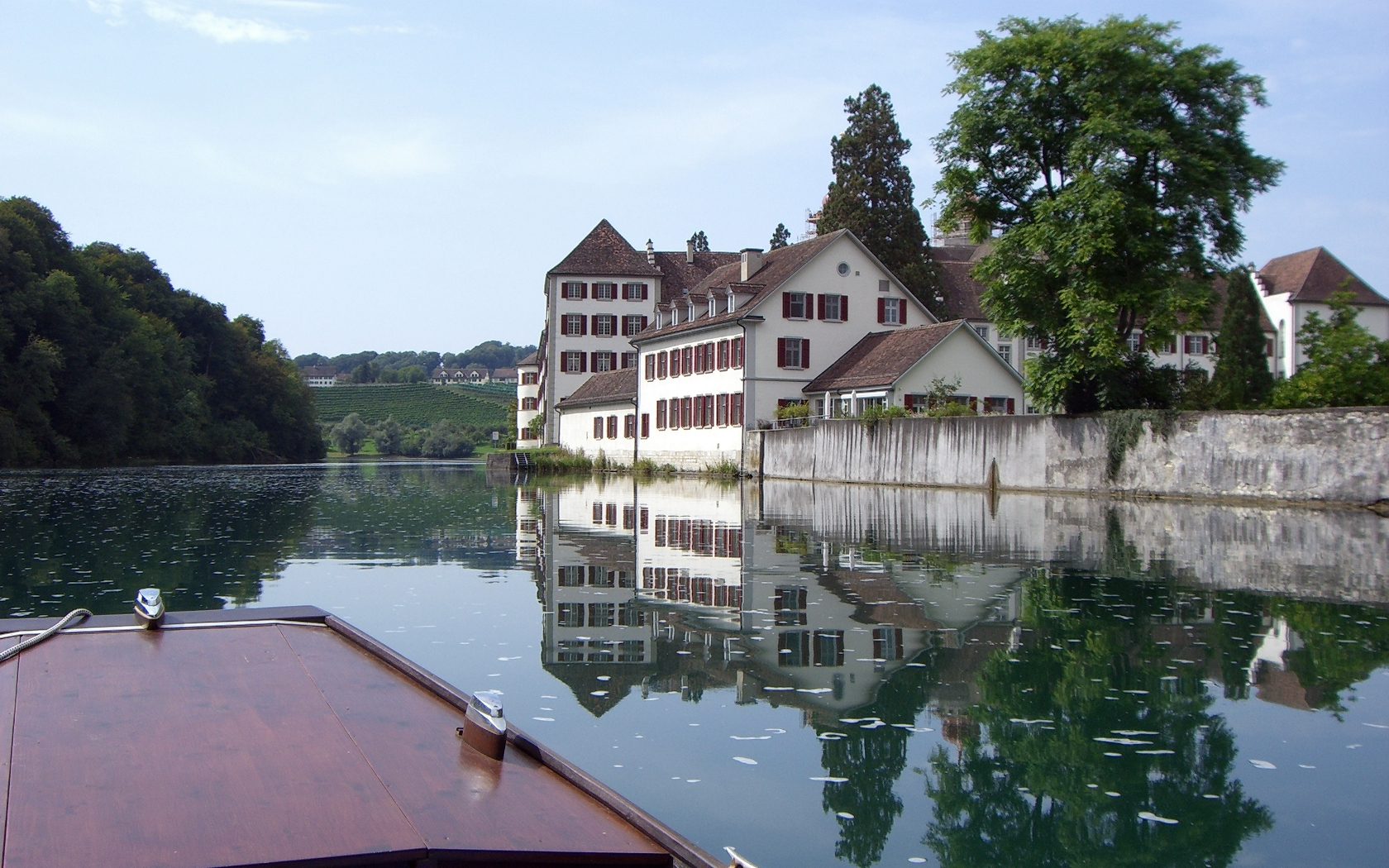
Der gestaute Hochrhein bei Rheinau ZH

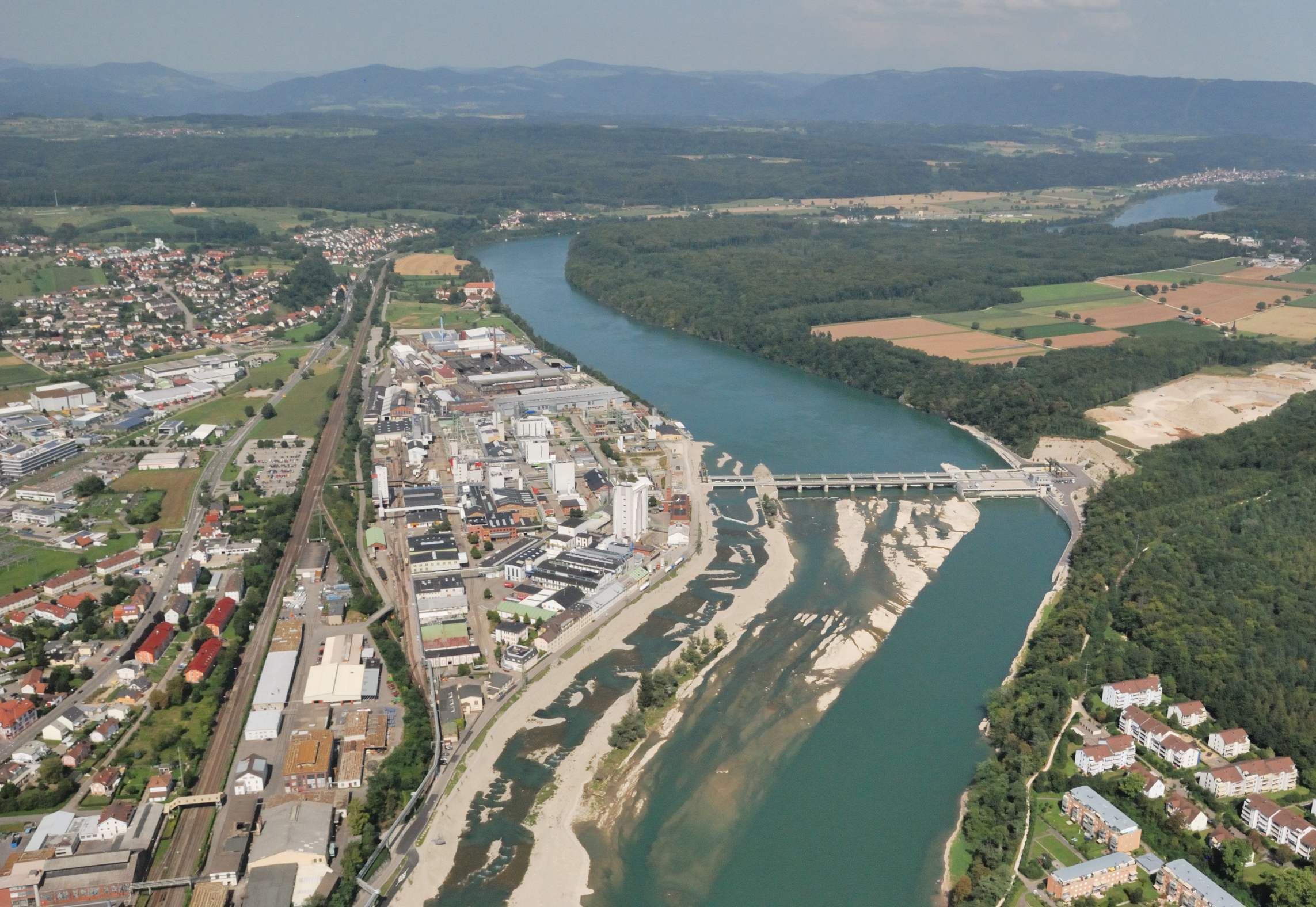
Neues Wasserkraftwerk Rheinfelden und Rheinverlauf ostwärts gesehen

Der Charakter der Flusslandschaft wurde durch den Bau von Wasserkraftwerken auf weiten Strecken verändert. Verbunden mit dem ursprünglichen Ziel der Schiffbarmachung wurden hierbei auch die großen Stromschnellen bei Laufenburg gesprengt und überstaut. Siehe auch →Liste der Wasserfälle in Deutschland.
Zwischen Stein am Rhein und Diessenhofen fließt der Hochrhein noch ungestaut. Das erste Flusskraftwerk des Hochrheins in Schaffhausen hat seine Stauwurzel oberhalb von Diessenhofen. Rund 7 km unterhalb des Rheinfalls folgt das Ausleitungskraftwerk Rheinau. Seinem Bau gingen in den 1950er Jahren heftige Proteste voraus, da die Stauwirkung bis zum Rheinfall sichtbar ist. Außerdem ist die Rheinschlaufe beim Kloster Rheinau nur dank zweier Hilfswehre mit Wasser umspült. Das nächste Kraftwerk liegt bei Eglisau-Glattfelden. Dessen Errichtung und die damit verbundene Stauung des Flusses machte in den Jahren 1915 bis 1920 den Abbruch zahlreicher Häuser und den Neubau der Rheinbrücke Eglisau erforderlich. Alleine im Eglisauer Ortsteil Oberriet mussten beispielsweise 15 von insgesamt 17 Gebäuden abgerissen werden. Rund zehn Kilometer rheinabwärts folgt das Kraftwerk Reckingen, nach dem der Fluss durch den Lauffen bei Ettikon fliesst, dessen Stromschnelle kurz vor der Einstellung des geplanten Kraftwerkbaus 1965 noch gesprengt wurden. Vor Waldshut nimmt der Hochrhein die Aare auf, bevor bei Leibstadt und Dogern auf das Kraftwerk Albbruck-Dogern trifft. Von hier bis Basel folgen weitere sieben Kraftwerke. Insgesamt zählt der Hochrhein elf Staustufen mit zwölf Flusskraftwerken (zwei bei der Staustufe Augst/Wyhlen).
1961 beschrieb Leopold Döbele in der Zeitschrift Badischen Heimat die Auswirkungen der Industrialisierung, insbesondere der Kraftwerksbauten am Hochrhein:

„Mit der Errichtung der ersten Rheinkraftwerke wurde zunächst die Lachsfischerei vernichtet. Die Salmenwagen verödeten, nur da und dort erinnern verfallene Gemäuer am Rhein an solche Salmenwagen und an die einstige Blütezeit der Lachsfischerei am Hochrhein. Der Lachs, der die frisch sprudelnden und strömenden Gewässer und die stillen, tiefen Gumpen liebt, konnte diese vielfach am Hochrhein nicht mehr vorfinden und blieb zurück. Der Lachs haßt die modernen Gebilde aus Menschenhand, und die frühere Vermutung, daß man mit technischen Mitteln, durch die Anlage von Fischtreppen bei den Kraftwerken dem Lachs das Aufsteigen in die alten Laichgründe am Hochrhein ermöglichen könnte, hat sich als großen Irrtum erwiesen. Der Lachs mied die Fischtreppen. Mit der Entstehung der Industrie, vor allem mit der Niederlassung der Chemischen Industrie am Hochrhein, die ihre ungeklärten Abwasser in den Rhein leitete, wurde nach und nach auch die Fischerei schwer geschädigt. Die schmutzigen und giftigen Abwasser dieser Werke brachten den Tod ins Wasser, sie vergifteten die Fischgründe und führten zu einer starken Dezimierung der ehemals reichen Fischbestände am Hochrhein. Der Fortschritt der Technik hat sich hier nicht als Segen, sondern eher als Fluch erwiesen. Diese Vorgänge haben dazu geführt, daß der Fischerei als Berufszweig, der die Gemeinden am Rhein nicht nur ernährte, sondern dem ganzen Leben auch das Gepräge gab, der Todesstoß versetzt wurde. So vermag die Fischerei heute am Hochrhein nur noch ein unselbständiges Schattendasein zu fristen.“

## Wasserkraft
Am Hochrhein gibt es insgesamt 11 Staustufen.
| Staustufe und Kraftwerk | Rhein-km  | Stauziel [m a.S.] | Turbinen | Durchfluss [m³/s] | Betreiber                       |
| ----------------------- | --------- | ----------------- | -------- | ----------------- | ------------------------------- |
| Schaffhausen            | 45,350    | 390,80            | 2        | 1250              | Kraftwerk Schaffhausen AG       |
| Rheinau                 | 55,3-59,6 | 359,00            | 2        | 400               | ENBW+Axpo                       |
| Eglisau-Glattfelden     | 79,150    | 343,48            | 7        | 500               | Axpo                            |
| Kraftwerk Reckingen     | 90,540    | 331,94            | 2        | 560               | Axpo+AEW+ENBW                   |
| Albbruck-Dogern         | 109,200   | 311,24            | 3+1      | 1100              | Radag                           |
| Laufenburg              | 122,110   | 229,24            | 10       | 1370              | Energiedienst                   |
| Bad Säckingen           | 129,370   | 289,69            | 4        | 1450              | Rheinkraftwerk Säckingen AG     |
| Ryburg-Schwörstadt      | 143,520   | 281,14            | 4        | 1460              | Kraftwerk Ryburg-Schwörstadt AG |
| Rheinfelden             | 146,612   | 270,50            | 4        | 1500              | Energiedienst                   |
| Augst-Wyhlen            | 155,550   | 261,00            | 2+7      | 750               | Energiedienst Holding           |
| Birsfelden              | 163,570   | 254,25            | 4        | 1300              | Kraftwerk Birsfelden AG         |

## Schifffahrt
Historisch bedeutend war die Hochrheinflößerei.
Typisch für den Hochrhein sind die grün-weißen Schifffahrtszeichen, die sogenannten Wiffen. Sie markieren die Fahrrinne. Schiffe mit größerem Tiefgang wie die Kursschiffe der Schweizerischen Schifffahrtsgesellschaft Untersee und Rhein können ausschließlich auf der grünen Seite fahren. Zur Sicherheit sind Boote mit wenig Tiefgang, wie z. B. Weidlinge oder Schlauchboote, gehalten, auf der weißen Seite zu fahren. Bei Basel gibt es die Basler Personenschifffahrt. Für große Binnenschiffe ist der Hochrhein ab dem Rheinhafen Rheinfelden flussabwärts und -aufwärts befahrbar. Für die Wirtschaft bedeutend ist der Rheinhafen Weil am Rhein und für die Schweiz die Schweizerischen Rheinhäfen.
Siehe auch →Liste der Anlegestellen am Hochrhein

## Schlauchbootfahren

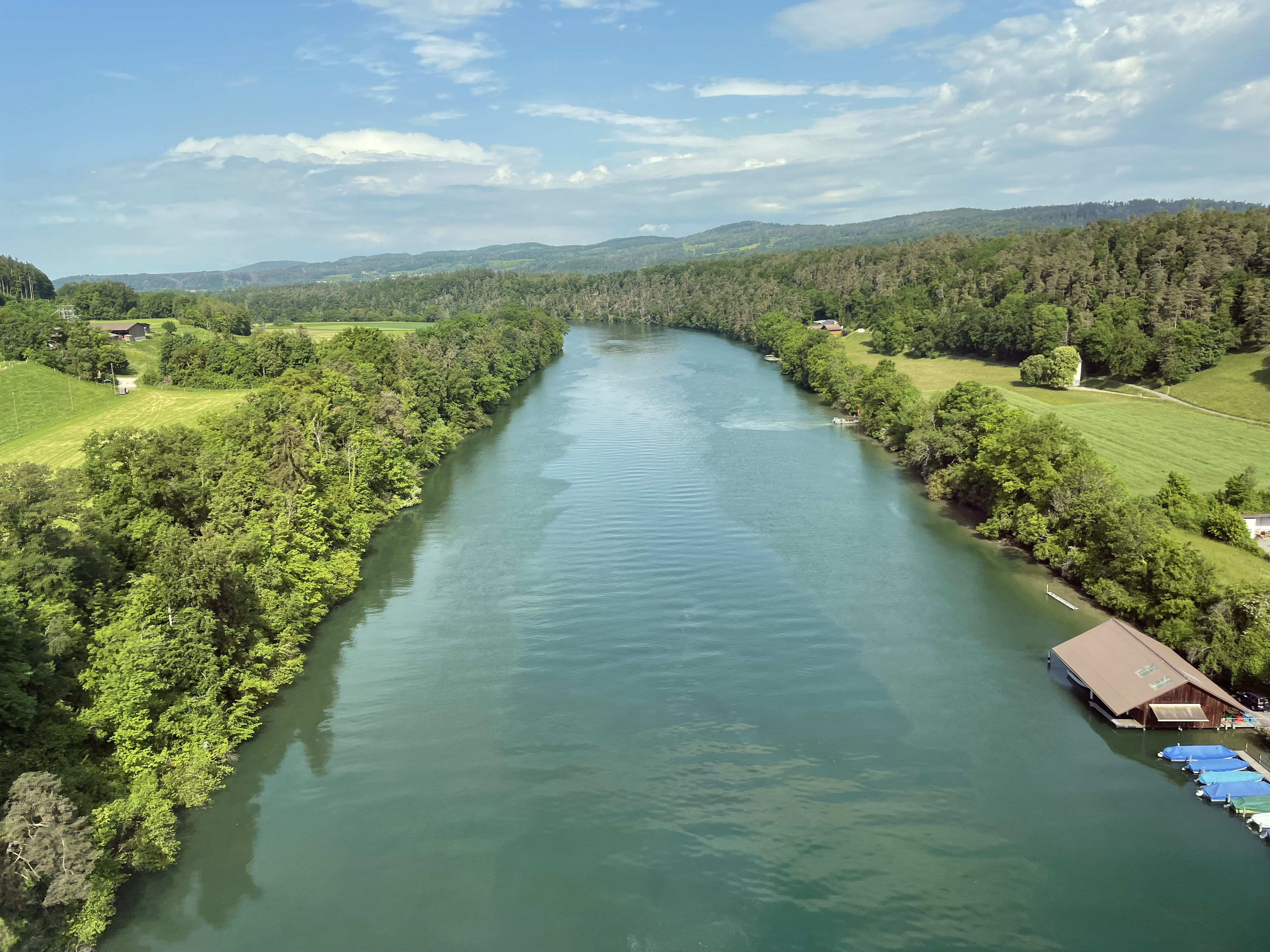
Rhein bei Eglisau nach Westen

Der Hochrhein wird in den Sommermonaten oft von Schlauchbooten befahren. Beliebte Strecken sind von Stein am Rhein bis Schaffhausen und von Rheinau bis Eglisau. Das Befahren des Rheins mit Schlauchbooten auf dem Gebiet des Kantons Basel-Stadt ist verboten.

## Bahnanbindung
- Hochrheinbahn von Basel nach Konstanz
- Bahnstrecke Winterthur–Koblenz
- Bahnstrecke von Koblenz nach Basel (Teilweise für den Personenverkehr eingestellt): Bahnstrecke Koblenz–Stein-Säckingen
- Bahnstrecke Turgi–Koblenz–Waldshut mit der Rheinbrücke Waldshut–Koblenz über den Hochrhein